# Venta Belgarum
Venta Belgarum ali Venta Bulgarum je bilo mesto v rimski provinci Britannia Superior, glavno mesto civitas lokalnega plemena Belgi, ki je kasneje postalo mesto Winchester.

## Etimologija
Ime je protokeltskega izvora: Venta izhaja iz *Uentā, skupne britske besede, ki pomeni 'trg'. Rimski pisci so mesto zabeležili kot Venta Belgarum (Venta Belgov), da bi ga razlikovali od drugih plemenskih trgov v Britaniji, kot sta Venta Silurum in Venta Icenorum.

## Razvoj
Naselbina je bila očitno ustanovljena okoli leta 70 našega štetja, delno na mestu Oramove ute, ki je bila nekaj let zapuščena.
Ko so Rimljani pomirili območje, je postalo plemenska prestolnica Belgov, ki so verjetno imeli več utrdb iz železne dobe v bližini mesta (hrib sv. Katarine, Oramova uta in Worthy Down), kar je veljalo za njihovo politiko preselitve mnogih drugih britanskih plemen.
Reka Itchen je bila preusmerjena in postavljena je bila mreža ulic. Čeprav je imela v prvih letih rimske province za Silchester in Chichester podrejen pomen, je Venta v drugi polovici 2. stoletja zasenčila oba.
Okoli mesta so v 2. stoletju izkopali obrambni breg in jarek. V začetku 3. stoletja je Winchester dobil zaščitne kamnite zidove. Približno v tem času je mesto pokrivalo površino 58 ha, zaradi česar je bilo med največjimi mesti v Rimski Britaniji po površini. Mesto je imelo veliko lepih rimskih mestnih hiš ali domusov, pa tudi javnih stavb in rimskih templjev.
Kot številna druga rimska mesta pa je tudi Winchester začel propadati v poznejšem 4. stoletju.

## Religija
Zdi se, da je forumska bazilika vključevala tempelj Jupitra, Junone in Minerve skupaj s pripadajočim Jupitrovim stebrom. Drugje je bil tempelj v romansko-britskem slogu, posvečen keltski boginji konj Eponi. Severno od mesta, v Lankhillsu, je bilo veliko rimsko-britsko pokopališče in drugo na vzhodu. Izkopavanja pokopališča je izvedel britanski arheolog Julian Richards leta 1998 in ponovno leta 2013 v okviru televizijske serije BBC Meet the Ancestors.

## Nazadovanje
Od sredine 4. stoletja se je nov razvoj Vente ustavil. Hiše so propadale, drenažni sistemse je porušil. Prebivalstvo se je koncentriralo v višjih in bolj suhih predelih mesta. Vendar so obrambo okrepili in pokopališča so ostala v uporabi, zlasti s pokopi moških, ki so nosili tako imenovane vojaške najemniške pasove. Zgodovinar David Nash Ford identificira skupnost kot Cair Guinntguic (Fort Venta), ki ga je Nenij navedel med 28 mesti Britanije v svoji Historia Brittonum.
Po rimskem umiku iz Britanije leta 410 se zdi, da je urbano življenje prenehalo okoli leta 450, čeprav se je majhno upravno središče morda nadaljevalo tudi po tem na mestu poznejše anglosaške palače. Sredi anglosaške poselitve Britanije pokopališča iz 6. in 7. stoletja kažejo na oživitev poselitve in Wintanceastre je postal običajno dvor za kralje Wessexa, nato pa za druge saške, danske in normanske kralje Anglije.